# Melitaea cinxia
Melitaea cinxia é uma espécie de insetos lepidópteros, mais especificamente de borboletas pertencente à família Nymphalidae.  A autoridade científica da espécie é Linnaeus, tendo sido descrita no ano de 1758.

## Descrição

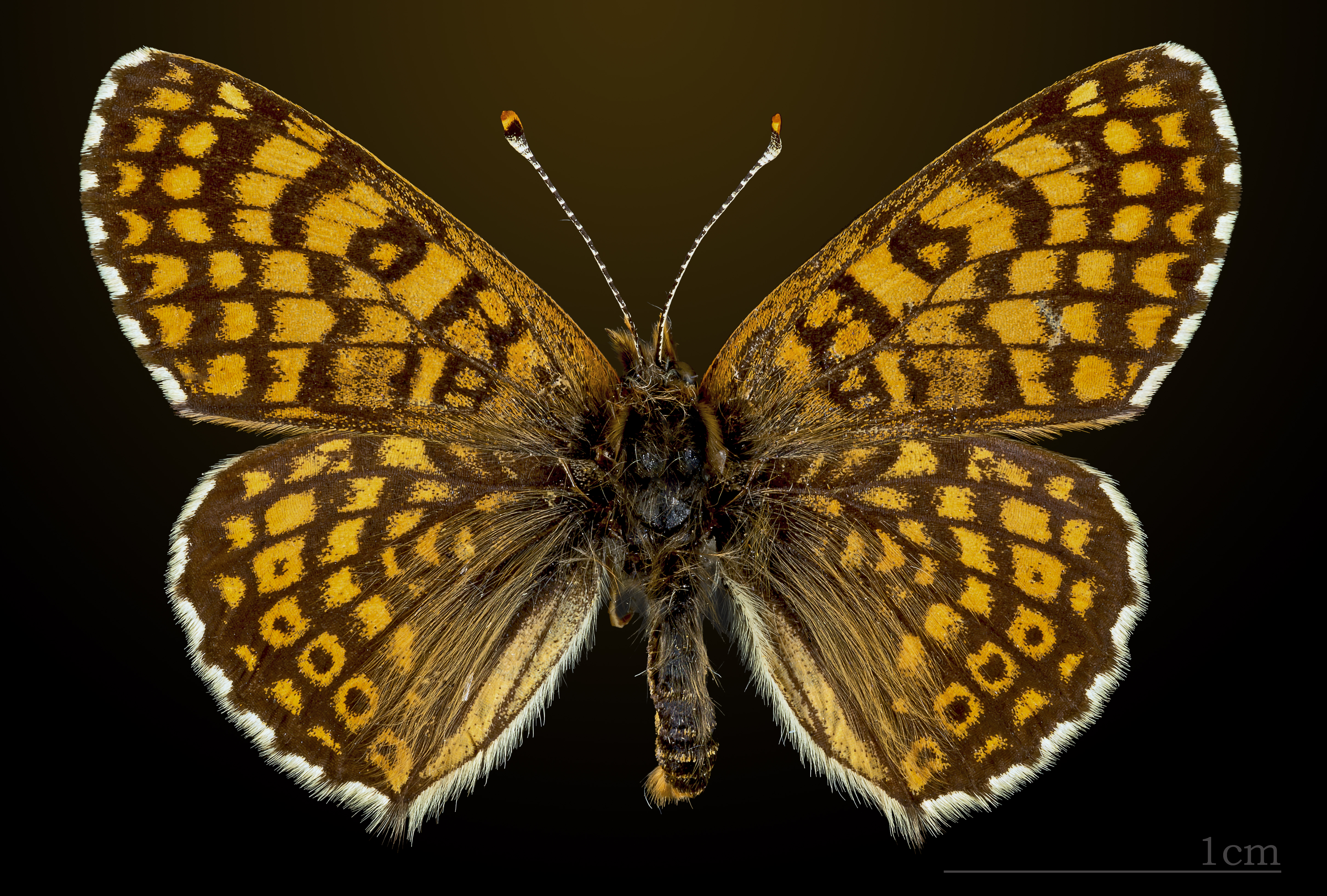
Melitaea cinxia
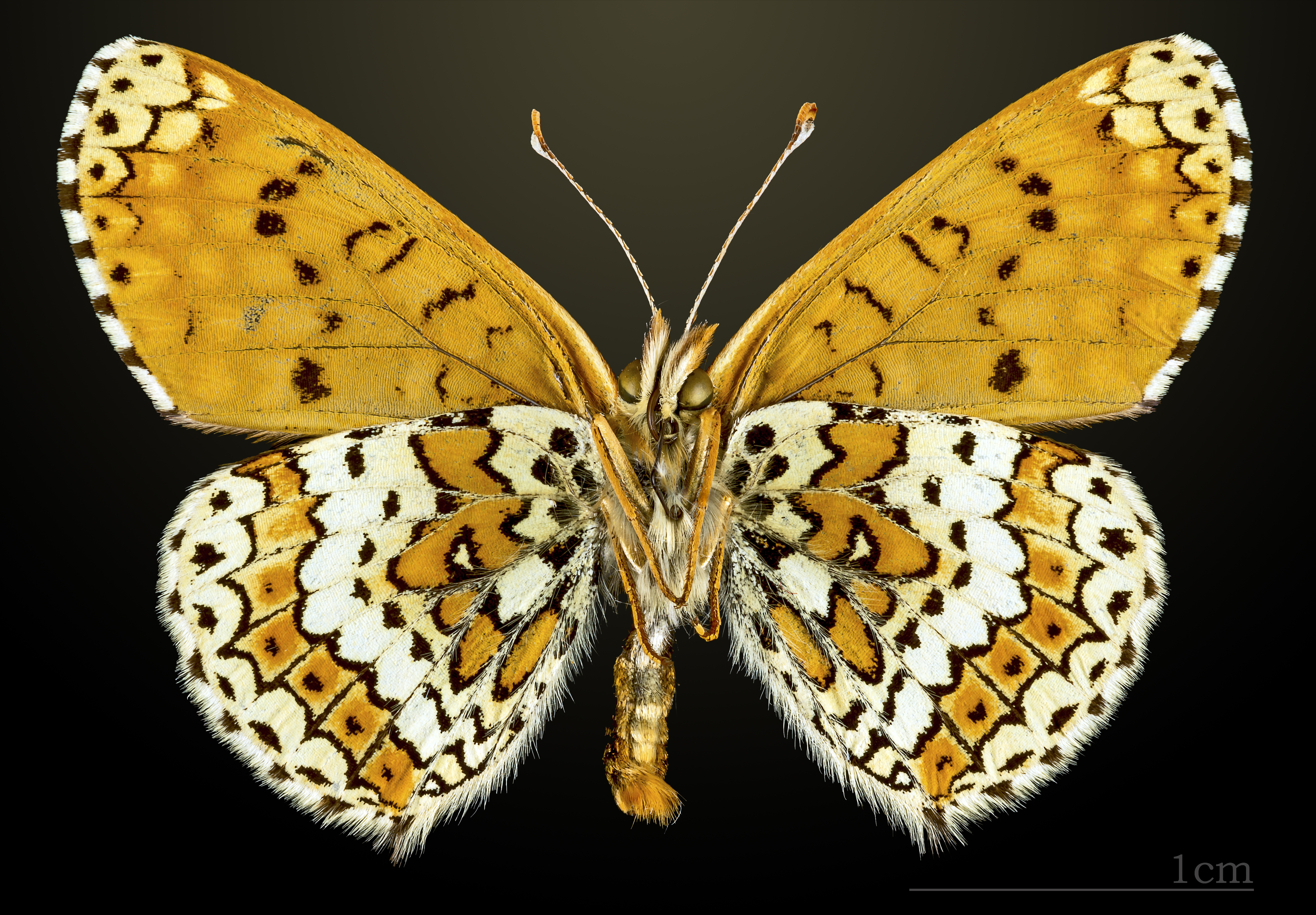
△  Melitaea cinxia
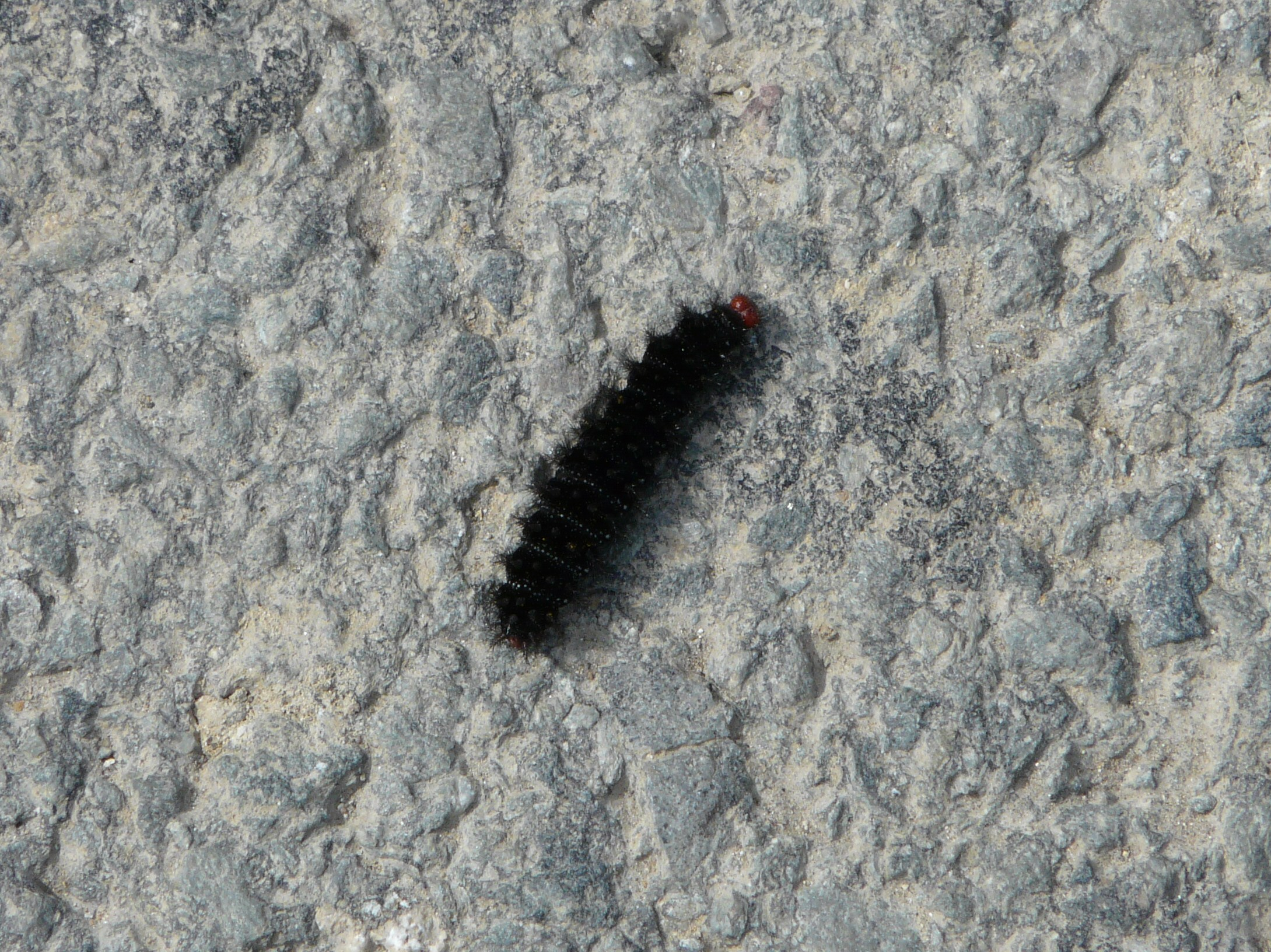
Lagarta

## Inimigos

### Parasitas
Ovos e pupas de Melitaea cinxia são frequentemente parasitados por várias espécies de parasitóides. Duas espécies especializadas:
- Cotesia melitaearum
- Hyposoter horticola

E várias espécies generalistas:
- Pterolmalus apum.
- Ichneumon gracilicornis
- Pteromalus apum
- Pteromalus puparum
- Coelopisthia caledonica

E tem vários hiperparasitóides
- Mesochorus stigmaticus (um especialista)
- Gelis agilis
- Gelis ruficornis
- Gelis acarorum
- Cotesia melitaearum

O parasitóide C. melitaearum pode ser extremamente prejudicial para as populações de Melitaea cinxia se for capaz de se tornar bem estabelecido. Esta espécie é capaz de aumentar o seu próprio parasitismo se a população fritilar também aumentar em tamanho e idade, mas diminuirá se essa população ficar isolada. Assim, em populações fritilares bem estabelecidas, existe o risco de extinção local pelo parasitóide C. melitaearum.
Na ilha de Sottunga, no arquipélago de Åland, as M. cinxia foram encontradas infectadas por um trio de parasitas aninhados, as larvas das vespas parasitas Hyposoter horticola, e mais duas espécies de parasitas nidificam dentro de H. horticola. O segundo é um "hiperparasitóide": vespas parasitas chamadas Mesochorus cf. stigmaticus. A terceira espécie é uma bactéria, Wolbachia pipientis, que torna H. horticola mais suscetível a M. stigmaticus. Se todos os três parasitas estiverem a bordo de um hospedeiro lagarta, H. horticola mata a lagarta antes de ser morto por M. stigmaticus. O hiperparasita escava 10 dias depois - consumindo seu caminho através da carne infectada por bactérias do primeiro parasita de vespa e depois da carcaça da lagarta.